# Mac OS X 10.0
Mac OS X 10.0 (nazwa kodowa Cheetah) – system operacyjny firmy Apple Inc. wydany 24 marca 2001 roku dla komputerów Macintosh. Kosztował on 129 $ i zastąpił publiczną betę; został zastąpiony systemem Puma.
Cheetah był od dawna wyczekiwanym systemem nowej generacji dla komputerów Macintosh. System został napisany od nowa i posiadał kompletnie nowe jądro systemowe – Darwin oraz system zarządzania pamięcią. Pomimo ogromnie spalonego startu z powodu wielu problemów z osiągami i brakującymi funkcjami, system był wychwalany jako dobry początek dla całkiem nowego systemu.

## Właściwości systemu
- Dock – element interfejsu graficznego systemu operacyjnego Mac OS X, spełniający podobne funkcje jak pasek zadań systemu Windows; zastąpił on klasyczną metodę uruchamiania aplikacji znaną z poprzednich wersji systemów Apple
- Mach 3.0 – jądro systemowe użyte dla systemów operacyjnych XNU; jedna z największych zmian technicznych w systemie OS X w stosunku do poprzedniej wersji
- Terminal – program umożliwiający dostanie się do niedostępnych dla zwykłego użytkownika funkcji systemu, np. do jądra unixowego
- Mail – program pocztowy
- Książka adresowa
- TextEdit – nowy edytor tekstowy zastępujący SimpleText
- Pełne wsparcie dla wywłaszczeniowej wielozadaniowości – długo wyczekiwana właściwość w systemach dla komputerów Macintosh
- Wsparcie dla technologii PDF (tworzenie PDFów w każdej aplikacji)
- Interfejs Aqua
- Zbudowany na XNU – system Unixowy, na którym bazuje Darwin
- OpenGL
- AppleScript
- Wsparcie dla API Carbon i Cocoa
- Wyszukiwarka Sherlock (informatyka)
- Chroniona pamięć – chronienie pamięci, które polega na tym, iż jeżeli jeden program psuje pamięć, to nie wpłynie to na inne programy

## Wymagania
Wymagania systemowe jak na czasy wydania systemu były dość duże, m.in. Cheetah wymagał 128 MB RAM, kiedy dla komputerów Macintosh standardem było 64 MB, również karty „upgrade'ujące” procesor nie były oficjalnie obsługiwane, jednakże mogły zostać obsłużone poprzez oprogramowanie firm trzecich. Z między innymi tych powodów, wymagania co do nowego systemu zostały przyjęte dość chłodno.
- Obsługiwane komputery: Power Macintosh G3, G3 B&W, G4 G4 Cube, iMac, PowerBook G3(oprócz pierwszej wersji), G4

- Minimalne wymagania:
  - RAM: 128 MB (nieoficjalnie 64 MB)
  - Wolne miejsce na dysku twardym: 1,5 GB (800 MB dla instalacji minimalnej)

## Historia wydań
- 24 marca 2001 – Mac OS X 10.0 (build 4K78) – pierwsza wersja na płytach CD
- 14 kwietnia 2001 – Mac OS X 10.0.1 (build 4L13)
- 1 maja 2001 – Mac OS X 10.0.2 (build 4P12)
- 9 maja 2001 – Mac OS X 10.0.3 (build 4P13)
- 21 czerwca 2001 – Mac OS X 10.0.4 (build 4Q12)